# جون روز (سياسي)
جون روز (بالإنجليزية: John W. Rose)‏ هو سياسي أمريكي، ولد في 23 فبراير 1965 في كوكفل في الولايات المتحدة. نشط حزبياً في الحزب الجمهوري.

## وصلات خارجية
- الموقع الرسمي